# Antrodiella cinnamomea
Antrodiella cinnamomea är en svampart som beskrevs av Iturr. & Ryvarden 2010. Antrodiella cinnamomea ingår i släktet Antrodiella och familjen Phanerochaetaceae.   Inga underarter finns listade i Catalogue of Life.